# Nhơn An
Nhơn An là một xã thuộc thị xã An Nhơn, tỉnh Bình Định, Việt Nam.
Xã Nhơn An có diện tích 8,9 km², dân số năm 1999 là 9.919 người, mật độ dân số đạt 1.114 người/km².

## Hành chính
Xã Nhơn An được chia thành 6 thôn: Háo Đức, Tân Dân, Tân Dương, Thanh Liêm, Thuận Thái, Trung Định.